# Krzysztof Skarbowski
 Krzysztof Skarbowski  (ur. 7 grudnia 1948 w Poniatowie) – generał dywizji Wojska Polskiego w stanie spoczynku, były dowódca 16 Dywizji Zmechanizowanej.

## Życiorys
Krzysztof Skarbowski urodził się 7 grudnia 1948 w Poniatowej na Mazowszu. We wrześniu 1968 rozpoczął studia w Wyższej Szkole Oficerskiej Wojsk Pancernych w Poznaniu, którą ukończył w sierpniu 1972. Promowany na podporucznika przez generała Tadeusza Tuczapskiego. Służbę zawodową rozpoczął jako dowódca plutonu czołgów w 1 pułku czołgów w Elblągu z 16 Dywizji Pancernej. W 1975 objął dowodzenie kompanią czołgów w tym pułku. Od października 1977 do sierpnia 1980 studiował w Akademii Sztabu Generalnego WP w Rembertowie, po ukończeniu których został zastępcą dowódcy ds. liniowych 51 pułku czołgów w Braniewie z 16 Dywizji Pancernej. W 1983 awansowany na stopień majora.
W latach 1983–1987 dowodził 51 pcz. Dowodzony przez niego oddział zdobył tytuł przodującego pułku na szczeblu Pomorskiego Okręgu Wojskowego. W 1987 objął funkcję zastępcy dowódcy ds. liniowych 20 Dywizji Pancernej w Szczecinku. W okresie 1989–1995 był zastępcą dowódcy – szefem szkolenia 2 Dywizji Zmechanizowanej w Szczecinku. W 1996 po ukończeniu Podyplomowych Studiów Operacyjno-Strategicznych w Akademii Obrony Narodowej powierzono mu funkcję szefa oddziału szkolenia bojowego – zastępcy szefa Szkolenia Dowództwa Pomorskiego Okręgu Wojskowego w Bydgoszczy.
W latach 1997–1998 dowodził 16 Dywizją Zmechanizowaną w Elblągu. Dowodzona przez niego dywizja zdobyła tytuł przodującego związku taktycznego Wojska Polskiego. 15 sierpnia 1998 Prezydent RP, Aleksander Kwaśniewski wręczył mu nominację na stopień generała brygady. W tym samym roku objął stanowisko szefa Szkolenia Bojowego Dowództwa Wojsk Lądowych. W okresie 2000–2001 był szefem Wojsk Pancernych i Zmechanizowanych. W 2001 objął stanowisko szefa Szkolenia Wojsk Lądowych.
15 sierpnia 2002 podczas uroczystości z okazji Święta Wojska Polskiego na dziedzińcu Belwederu został awansowany na stopień generała dywizji. Akt mianowania odebrał z rąk Prezydenta RP Aleksandra Kwaśniewskiego i został wyznaczony na stanowisko dowódcy 16 Dywizji Zmechanizowanej w Elblągu, które piastował w okresie trzyletniej kadencji. Pozostał w dyspozycji Ministra Obrony Narodowej. W 2006 zakończył zawodową służbę wojskową. 15 sierpnia 2006 został uhonorowany listem przez Prezydenta RP Lecha Kaczyńskiego w związku z zakończeniem służby wojskowej.

## Awanse[1]
- podporucznik – 1972
- porucznik – 1975
- kapitan – 1979
- major – 1983
- podpułkownik – 1986
- pułkownik – 1990
- generał brygady – 1998
- generał dywizji – 2002[7]

## Ordery, odznaczenia i wyróżnienia
- Krzyż Kawalerski Orderu Odrodzenia Polski[8]
- Złoty Krzyż Zasługi[8]
- Odznaka pamiątkowa 16 Dywizji Zmechanizowanej – 1997, (ex officio)
- Honorowe Wyróżnienie, Medal „Za zasługi dla Elbląga” – 2005[9]